# Покровский, Алексей Иванович (историк)
Алексе́й Ива́нович Покро́вский (1868—1928) — русский и советский историк, специалист в области античной истории и культуры; профессор.

## Биография
Родился 11 (23) марта 1868 года в Санкт-Петербурге в семье потомственных дворян. После окончании классической гимназии он учился на историко-филологическом факультете Санкт-Петербургского университета. Во время учёбы проявил интерес к истории древней Греции. Решающее значение оказал на него профессор всемирной истории Фёдор Фёдорович Соколов. За сочинение «Про оракулов Асклепия» Покровский получил золотую медаль. По окончании курса в 1889 году, он был оставлен при университете для подготовки к профессорскому званию. С 1892 года, Покровский в качестве приват-доцента кафедры всеобщей истории историко-филологического факультета в течение двух лет читал в университете курсы о культурно-социальных отношениях в эпоху эллинизма, о римской истории и др.
В 1894 году в Нежинском историко-филологическом институте князя Безбородко открылась вакантная профессорская должность на кафедре всемирной истории. На замещение этой должности Конференцией института был объявлен конкурс, по результатам которого исполняющим обязанности экстраординарного профессора с 11 июня 1894 года стал А. И. Покровский. В течение первых трёх лет он преподавал всемирную историю вместе со своим старшим коллегой П. И. Люперсольским, который работал в нежинском институте с 1 июля 1875 года. Кроме того, в период 1895—1898 годов Покровский был учёным секретарём института. В 1896 году А. И. Покровский  женился на дочери действительного статского советника Ольге Константиновне Тоцине. Был награждён 1 января 1899 года орденом Св. Станислава 3-й степени.
Продолжая работать над магистерской диссертацией он  часто ездил в Киев, Харьков, Санкт-Петербург. После защиты диссертации, с 1 июля 1905 года в качестве приват-доцента Покровский стал преподавать в университете Св. Владимира, затем был утверждён профессором университета. Преподавал также на Киевских высших женских курсах и в Археологическом институте.
Разруха в стране после гражданской войны вынудила Покровского вернуться в Нежин; с 1922 года он занял должность профессора Нежинского института народного образования. Через некоторое время он стал действительным членом и руководителем секции античной культуры нежинской научно-исследовательской кафедры истории культуры и языка (с 1926). Вместе с тем он продолжал сохранять научные связи с Киевом. Одновременно с преподаванием в Нежине, он состоял действительным членом марксистско-ленинской кафедры при Всекраинской академии наук в Киеве, был членом-корреспондентом Академии. Правительство неоднократно принимало декреты об улучшении условий жизни интеллигенции. Под опеку Всеукраинского комитета содействия учёным в Нежине попало 34 человека, в том числе и профессор А. Покровский. Однако, часто помощь задерживалась. В этих условиях в 1924 году была вынуждена устроиться в Нежинский институт на должность учительницы музыки жена Покровского — Ольга Константиновна. Именно в это время А. Покровский развернул активную научную деятельность, намеревался вернуться в Киев, был номинирован в академики ВУАН, но преждевременная смерть (14.09.1928) не позволила осуществиться замыслам учёного и его избранию в академики.

## Научное наследие
Научный потенциал А. И. Покровского незначительный. Большинство работ вышли в последние годы его жизни, многое осталось неопубликованным. Причина этого, по мнению К. Штеппы, заключается в том, что Покровский «относился к себе очень строго, считал необходимым проверять не то что каждый факт, а каждое своё слово, каждую черту, проверять всесторонне, ничего не оставлять недоказанным, неподтверждённым источниками». Такой очень скрупулёзный, иногда до мелочности, подход к своей работе сказался даже на внешнем виде его работ, в которых бросается в глаза поразительное несоответствие между объёмом текста и ссылками. Большинство информации сосредоточивалось именно в ссылках, которые иногда достигали размера целых страниц.
А. И. Покровский отличался большой эрудицией, красноречивым изложением и чрезвычайно подробным и скрупулёзным анализом источников.. Как указывал К. Штеппа, «он был в такой же степени историком, как и филологом, социологом и этнологом, что обеспечивало и основательность его выводов и широту взглядов». Интерес к написанию самостоятельных научных работ обнаружил А. Покровский ещё в студенческие годы в Санкт-Петербургском университете. В основном, эти работы касались отечественной истории XVIII и XIX веков. Несколько обособленной является сочинение «Германия в XVIII столетии». В области же античной истории, ставшей основной темой его научных интересов, он дебютировал критическими статьями, первой из которых была «Новые явления в области разработки древнегреческой истории». Первой большой самостоятельной работой Покровского была магистерская диссертация «О красноречии у древних эллинов» с приложением к ней «К вопросу об основном характере древнеэллинского государства» (Нежин: типо-лит. М. В. Глезера, 1903. — 101 с.). Основной вывод в ней сводился к тому, что «в основе своей эллинское государство было всегда демократией, но оно было всегда демократией только в своей основе, надстройки же сооружались на этой основе самые разнообразные (как по замыслу, так и по исполнению)…» и, таким образом, история политической власти у эллинов сводилась к последовательному развитию этого демократического момента, как момента основного. Следующей большой работой А. Покровского была его докторская диссертация «О хронологии афинской истории VI ст. до Рождества Христова» («Университетские известия» (Киев). — 1915. — № 9), написанная в Киевском университете. Диссертация встретила положительную критику со стороны ведущих учёных, в числе которых были профессора В. П. Бузескул и Е. Г. Кагаров.
Особенную активность в научных исследованиях Покровский проявил в 1920-х годах. Учитывая широкую институциональную деятельность учёного, неудивительным является и широкий спектр его работ. В этот период своей любимой античной теме он посвятил только одну работу «Геродот и Аристей» (была написана на украинском языке — «Геродот та Арістей»). Результатом сотрудничества А. Покровского с Кабинетом арабо-иранской филологии стала работа по истории античного литературы «Як ідеалізовано скіфів у грецькому та римському письменстві» (1927). Одним из направлений деятельности в последние годы жизни, стали работы, связанные с марксизмом-ленинизмом: статья «К третьей главе коммунистического манифеста. Заметки» и «Proletarii Древнего Рима» (обе: Записки Нежинского института народного образования. — 1927. — Кн. 7). Также он уделил внимание вопросу эмпирической социологии, рассмотрев в статье «К истории общенародных повинностей» различные общественные повинности в древней Украине. Последней его работой, вышедшей в свет после смерти автора, была статья «О материалистическом понимании истории в первоначальном его виде» (1929).
Покровский интересовался Украиной, знал украинский язык, был автором учебника по географии Украины (примечательно, что он считал Харьков исконной территорией Украины).